# Tartu Observatoorium
Das Tartu Observatoorium ist eine Sternwarte in Estland. Sie befindet sich nahe dem Dorf Tõravere in der Landgemeinde Nõo, etwa 20 km südwestlich von Tartu in einer Höhe von etwa 75 m.
Sie entstand aus der Sternwarte Dorpat, als diese 1946 von der Universität Tartu (deutsch: Dorpat) getrennt wurde, und man 1963 ein neues Gebäude errichtete. Sie wurde 1974 mit einem 1,5-Meter-Spiegelteleskop ausgestattet, welches das 0,5-Meter-Teleskop aus der alten Sternwarte ergänzte. 1998 wurde ein weiteres Teleskop mit 0,6 Meter Durchmesser hinzugefügt. Bedeutender Wissenschaftler an der Sternwarte war unter anderen Jaan Einasto.

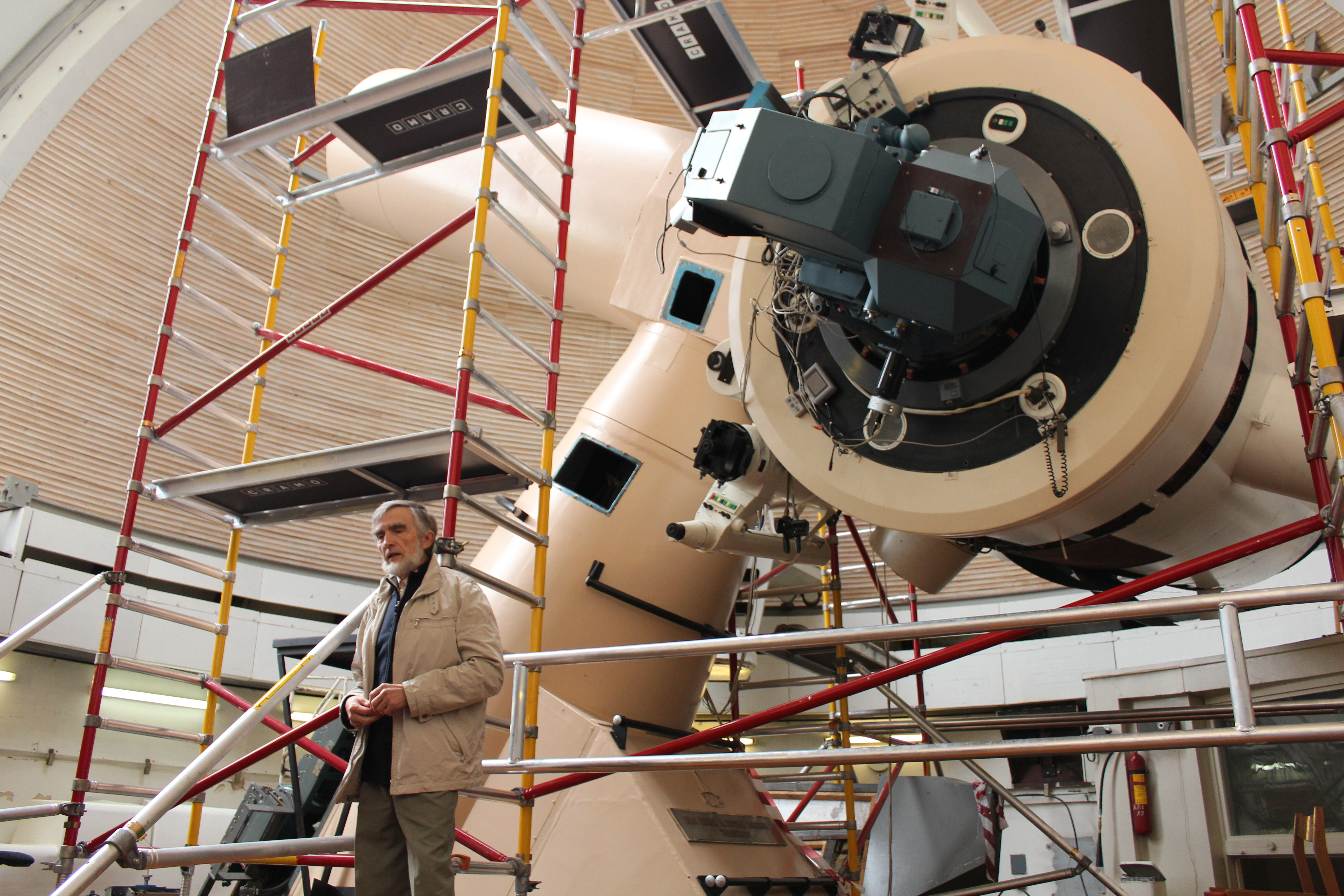
Das Spiegelteleskop AZT-12 mit einer Apertur von 1,5 m das größte Teleskop des Observatoriums